# 2300 Jackson Street
2300 Jackson Street è l'ultimo album in studio del gruppo musicale statunitense The Jacksons, pubblicato il 29 marzo 1989 dall'etichetta discografica Epic Records.
Fu il primo (ed unico) album della band registrato con la formazione composta solo da Jackie, Tito, Jermaine e Randy Jackson. A causa della mancanza del fratello più famoso, Michael Jackson, che aveva lasciato il gruppo nel 1984, e che appare solo nella title track come featuring, l'album non ebbe un grande successo e raggiunse solo la posizione numero 59 nella Billboard 200, la posizione numero 14 nella classifica dei migliori album R&B/Hip-Hop e si certificano solo oltre mezzo milione di copie in tutto il mondo. Nel 2021 ne è stata realizzata una nuova versione digitale estesa con al suo interno l’album completo con l’aggiunta di 18 canzoni bonus, inclusi remix, B-side, versioni strumentali, versioni estese e altre.

## Descrizione
È il primo album dei Jacksons in cui i fratelli Michael e Marlon Jackson non sono presenti, dato che Michael si era ritirato dal gruppo nel 1984, sostituito dal fratello Jermaine come voce solista, e Marlon lo aveva seguito poco dopo. Jermaine collaborò alla scrittura della maggior parte dei brani, mentre Michael partecipò solamente come ospite assieme agli altri fratelli e sorelle, tra cui Janet e Rebbie (ma non La Toya, all'epoca allontanatasi dalla famiglia), al brano che dà il titolo all'album. A causa della mancanza del più famoso dei fratelli Jackson e alla mancanza di un tour promozionale, l'album non ebbe il successo sperato e di lì a poco il gruppo si sciolse e da allora realizzò solo raccolte di successi sotto il loro nome.

## Tracce
1. Art of Madness – 5:06 (Michael Omartian, Jermaine, Bruce Sudano)
2. Nothin' (That Compares 2 U) – 5:22 (Anthony Reid, Babyface)
3. Maria – 5:49 (Jermaine Jackson, Paul Jackson Jr., Ray Grady)
4. Private Affair – 4:10 (Diane Warren)
5. 2300 Jackson Street – 5:05 (Gene Griffin, Jermaine Jackson, Randy Jackson, Tito Jackson, Jackie Jackson)
6. Harley – 4:24 (Jermaine Jackson, Randy Jackson, Attala Zane Giles, Tito Jackson, Jackie Jackson)
7. She – 5:01 (Gene Griffin, Aaron Hall)
8. Alright with Me – 3:25 (Jermaine Jackson, Attala Zane Giles, Tito Jackson, Jackie Jackson)
9. Play It Up – 4:53 (Jermaine Jackson, Attala Zane Giles, Tito Jackson, Jackie Jackson)
10. Midnight Rendezvous – 4:24 (Jermaine Jackson, Attala Zane Giles, Tito Jackson, Jackie Jackson)
11. If You'd Only Believe – 6:14 (Roxanne Seeman, Billie Hughes, Jermaine Jackson)

Durata totale: 53:53

## Classifiche
| Classifica  | Posizione |
| ----------- | --------- |
| Svizzera    | 21        |
| Svezia      | 35        |
| Regno Unito | 39        |
| Stati Uniti | 59        |